# 北京青年報
北京青年報（ペキンせいねんほう）は、中国共産主義青年団北京市委員会の機関紙。北京青年報社発行。

## 概要
1949年3月21日、創刊。